# Casa de Schleswig-Holstein-Sonderburg-Glücksburg

Casa de Schleswig-Holstein-Sonderburg-Glücksburg (daneză Slesvig-Holsten-Sønderborg-Lyksborg), cunoscută pe scurt drept Casa de Glücksburg este o casă regală originară din Glücksburg, din nordul Germaniei. Este o ramură a Casei de Oldenburg care coboară din regele Christian al III-lea al Danemarcei. Din ea fac parte casa regală a Danemarcei și Norvegiei și fostele case regale ale Greciei și Rusiei.